# Discospermum abnorme
Discospermum abnorme är en måreväxtart som först beskrevs av Pieter Willem Korthals, och fick sitt nu gällande namn av Syed Javed Ali och Elmar Robbrecht. Discospermum abnorme ingår i släktet Discospermum och familjen måreväxter. Inga underarter finns listade i Catalogue of Life.